# Шашечница диамина
Шашечница диамина, или шашечница черноватая (лат. Melitaea diamina) — вид настоящих нимфалид из рода шашечниц. Время лёта: с июня по июль.

## Распространение
Распространены в Европе, средней полосе Азии и в Китае.

## Описание
Размах крыльев этой шашечницы 16—23 мм.

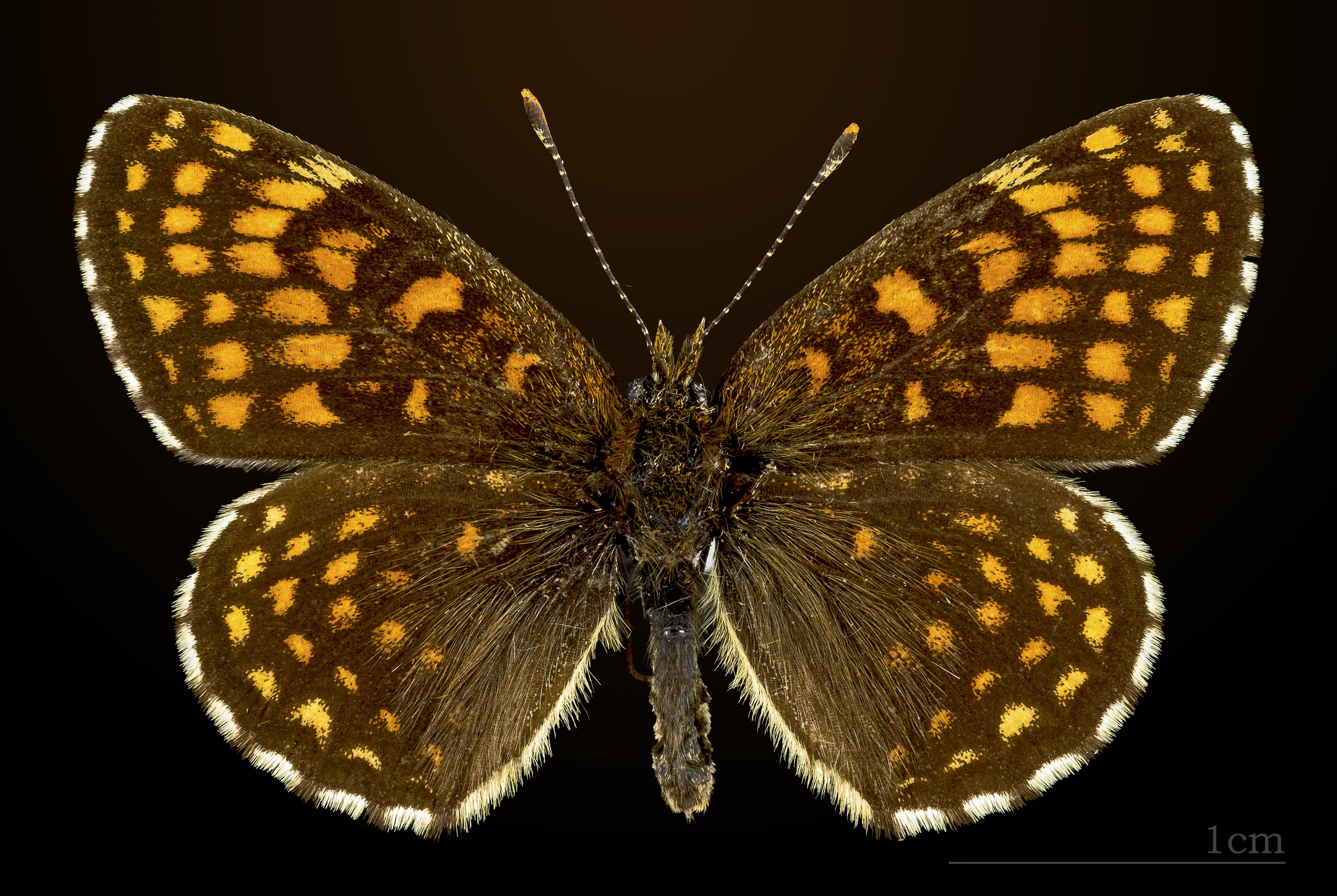
♂
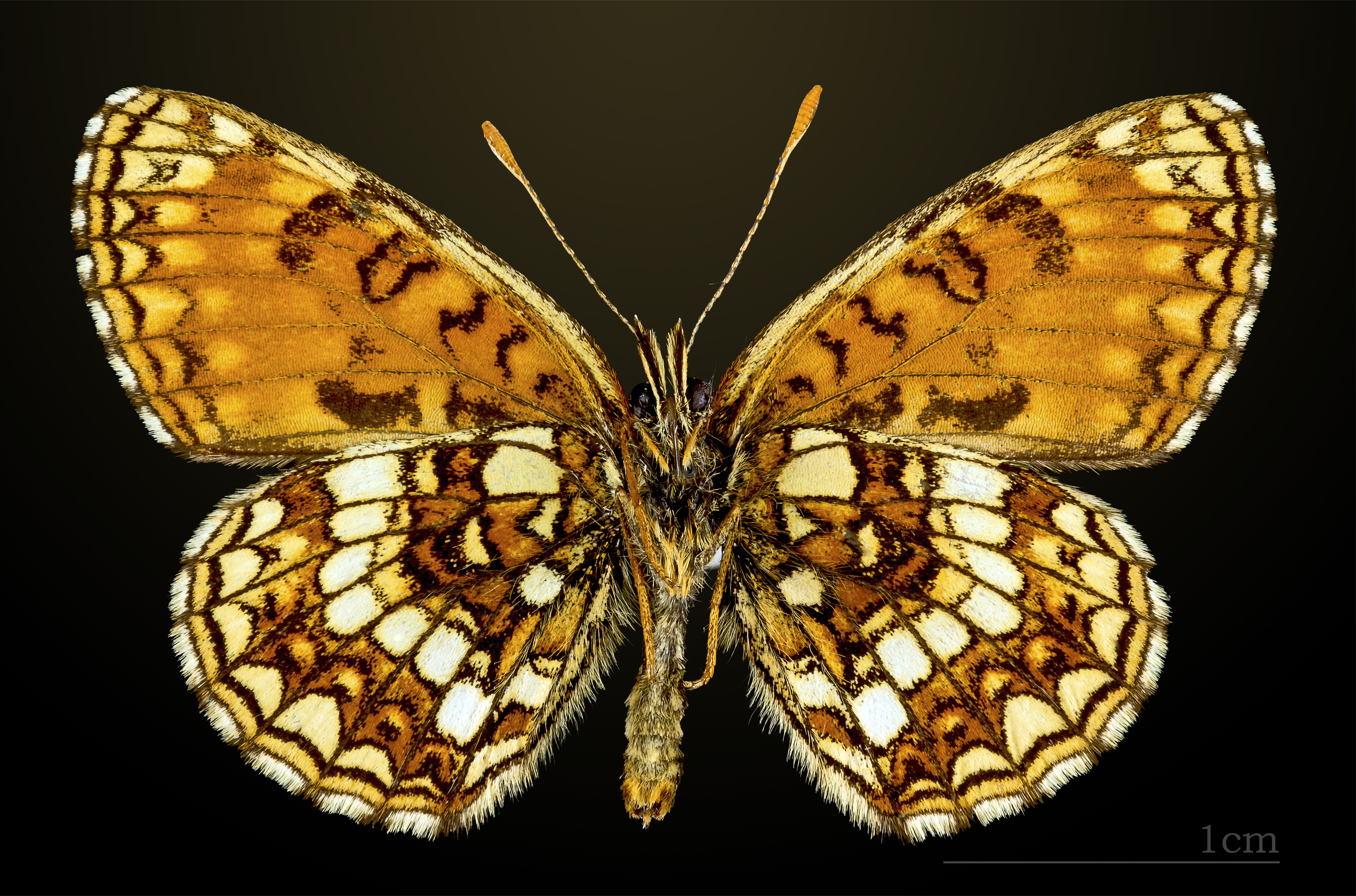
♂ △
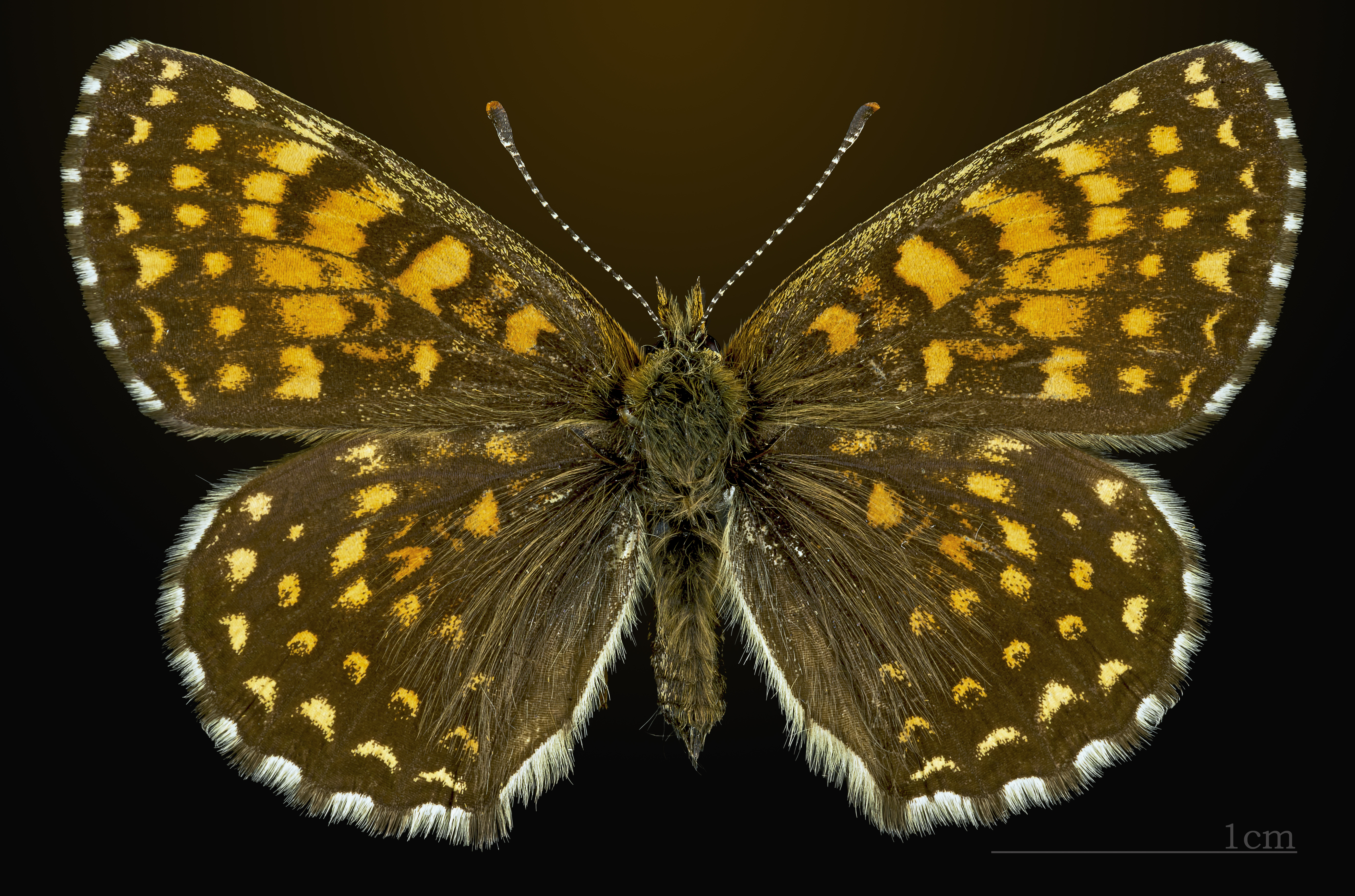
♀
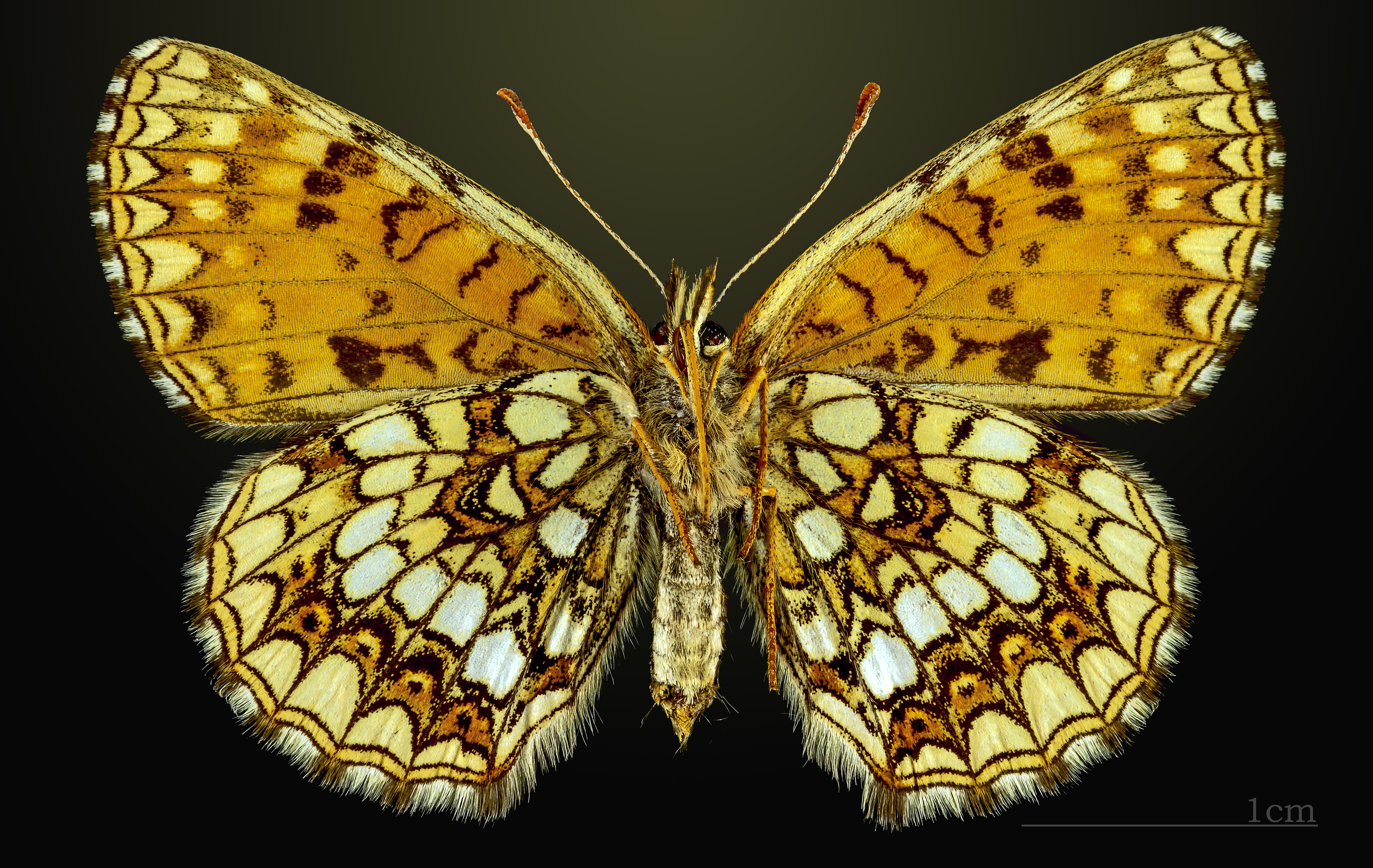
♀ △

## Экология
Гусеницы питаются на следующих растениях: Вероника (Veronica), валериана (Valeriana) (в частности валериана лекарственная (Valeriana officinalis) и валериана бузинолистная (Valeriana sambucifolia)), марьянник (Melampyrum), подорожник (Plantago), патриния (Patrinia) и горец (Polygonum).

## Подвиды
- Melitaea diamina diamina (Lang, 1789) — от Восточной Европы до Южной Сибири и Амура, Уральские горы[4]
- Melitaea diamina badukensis Alberti, 1969 — Большой Кавказ[4]
- Melitaea diamina vernetensis Rondou, 1902[4]
- Melitaea diamina codinai Sagarra, 1932[4]
- Melitaea diamina erycinides Staudinger, 1892[4]
- Melitaea diamina erycina (Lederer, 1853)[4]